# Instituto Profiláctico de la Sífilis

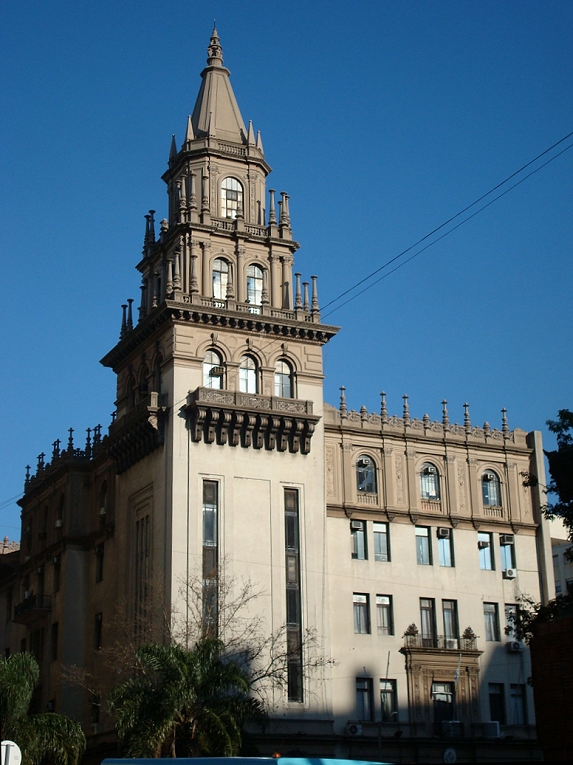
Instituto Profiláctico de la Sífilis

Das Instituto Profiláctico de la Sífilis, auch Consejo Nacional de la Higiene, ist ein Bauwerk in der uruguayischen Landeshauptstadt Montevideo.
Das infolge eines 1925 zu seiner Errichtung durchgeführten Wettbewerbs erbaute Gebäude befindet sich im Barrio Cordón an der Avenida 18 de Julio 1892, Ecke Dr. Juan A. Rodríguez. Als Architekten zeichneten der Italiener Giovanni Veltroni (1880–1942) und R. Lerena Acevedo verantwortlich. Das Instituto Profiláctico de la Sífilis dient mittlerweile als Sitz des Uruguayischen Gesundheitsministeriums (Ministerio de Salud Pública). Das Gebäude weist in architektonischer Hinsicht Einflüsse des spanischen Barock auf und ist seit 1995 als Bien de Interés Municipal klassifiziert.